# Coenosia neotropica
Coenosia neotropica är en tvåvingeart som beskrevs av Carvalho och Adrian C. Pont 1993. Coenosia neotropica ingår i släktet Coenosia och familjen husflugor. Inga underarter finns listade i Catalogue of Life.